# Kevin-Prince Boateng
Kevin-Prince Boateng, gansko-nemški nogometaš, * 6. marec 1987,  Berlin, Nemčija.
Boateng je potomec ganskega očeta in nemške matere, trenutno igra kot vezni igralec za klub Hertha BSC.